# Paper Planes
Paper Planes (Nederlands: Papieren vliegtuigjes) is een Australische jeugdfilm uit 2014, geregisseerd door Robert Connolly. De film won een AACTA Award voor het beste originele scenario.

## Verhaal
De film vertelt een verhaal over Dylan, een jonge jongen die in Australië woont, die erachter komt dat hij talent heeft voor het maken van papieren vliegtuigjes en ervan droomt om deel te nemen aan de Wereldkampioenschappen papieren vliegtuigjes in Japan.

## Rolverdeling
| Acteur                    | Personage        |
| ------------------------- | ---------------- |
| Sam Worthington           | Jack             |
| Ed Oxenbould              | Dylan            |
| Deborah Mailman           | Maureen          |
| Ena Imai                  | Kimi             |
| Nicholas Bakopoulos-Cooke | Jason            |
| Julian Dennison           | Kevin            |
| Terry Norris              | Grandpa          |
| Peter Rowsthorn           | Mr. Hickenlooper |
| David Wenham              | Patrick          |
| Alex Williams             | Jethro           |

## Release
De film ging in première op 10 augustus 2014 op het Internationaal filmfestival van Melbourne en werd uitgebracht op 15 januari 2015 in Australië en Nieuw-Zeeland.

## Ontvangst
Op Rotten Tomatoes heeft Paper Planes een waarde van 85% en een gemiddelde score van 6,30/10, gebaseerd op 27 recensies.